# IC 3557
IC 3557 ist eine elliptische Galaxie vom Hubble-Typ E im Sternbild Coma Berenices am Nordsternhimmel, die schätzungsweise 1049 Millionen Lichtjahre von der Milchstraße entfernt ist.
Das Objekt wurde am 7. Mai 1904 von Royal Harwood Frost entdeckt.